# Castagnac
Castagnac är en kommun i departementet Haute-Garonne i regionen Occitanien i södra Frankrike. Kommunen ligger i kantonen Montesquieu-Volvestre som tillhör arrondissementet Muret. År 2022 hade Castagnac 326 invånare.

## Befolkningsutveckling
Antalet invånare i kommunen Castagnac
Referens:INSEE